# Sophie Hanagarth
Sophie Hanagarth (Lausanne, 6 februari 1968) is een Zwitsers beeldend kunstenaar die actief is als sieraadontwerper, edelsmid en docent. Zij leeft in Parijs.

## Biografie
Hanagarth is opgeleid in Zwitserland als goudsmid (1988-1995). Vaak werkt zij met smeedijzer. Haar werk vertoont verwantschap met het surrealisme en humor vormt een aanzienlijk bestanddeel. In 2011 ontving ze de Herbert Hofmann-Preis en in 2014 de Françoise van den Bosch Prijs uitgereikt door de Stichting Françoise van den Bosch voor haar oeuvre.
Hanagarth geeft les aan verschillende Europese onderwijsinstellingen op het gebied van toegepaste kunst.

## Voorbeelden van haar werk
In 1997 maakte Hanagarth de serie Family Jewels: lange halssieraden met telkens twee druppelachtige vormen aan de uiteinden die ter hoogte van de lies bungelen. Shitty medailles vervaardigde Hanagarth in 2001: klassieke medailles die bij nadere beschouwing de vorm van een hoop keutels hebben. Daarnaast heeft zij een armband gemaakt waarbij een mond om de pols klemt (Trap uit de serie Iron(y)).